# Spasitelský komplex
Spasitelský komplex (také nazývaný mesiášský komplex, božský komplex nebo spasitelský syndrom) je stav mysli, při kterém se osoba domnívá, že jejím osudem či určením je zachraňovat a zachránit. Varianta názvu odkazuje k osobě mesiáše, což je židovský a křesťanský termín pro spasitele.
Nejedná se o zvláštní psychiatrickou diagnózu či duševní poruchu, Diagnostický a statistický manuál duševních poruch ani Mezinárodní klasifikace nemocí takovou samostatnou diagnózu neobsahuje, spasitelský syndrom se však může objevit jako součást psychotických onemocnění apod.

## Výskyt v kultuře
- V páté sezoně seriálu Dr. House jedna z postav trpí spasitelským komplexem, neboť si vybírá za partnery pouze lidi nemocné či postižené, což jí umožňuje realizovat se jako zachránce.
- V manze Zápisník smrti nalezne hrdina smrtící zbraň a ve víře, že se tím stal bohem nového světa začne zabíjet zločince, protože věří, že tím zlepší svět.
- Psycholog Joseph MacCurdy z univerzity v Cambridge ve studii vytvořené na zakázku propagandistického oddělení BBC došel k názoru, že nacistický vůdce Adolf Hitler trpěl mesiášským komplexem[3].